# Scopula falcataria
Scopula falcataria là một loài bướm đêm trong họ Geometridae.